# حقوق الإنسان في لبنان
تشير حقوق الإنسان في لبنان إلى حالة حقوق الإنسان في لبنان، والتي اعتُبرت متكافئة مع المعايير العالمية في عام 2004. ويقال إن بعض المجرمين والإرهابيين يحتُجزون دون توجيه أي اتهام إليهم لفترات قصيرة وطويلة. وإن حرية التعبير والصحافة مكفولة للمواطنين بموجب القوانين اللبنانية التي تحمي حرية كل مواطن. ويُحرم الفلسطينيون الذين يعيشون في لبنان إلى حد كبير من الحقوق المدنية الأساسية. إذ لا يمكنهم امتلاك منازل أو أراضٍ، ويحظر عليهم أن يصبحوا محامين ومهندسين وأطباء. غير أن الحكومة اللبنانية خفضت مؤخرًا عدد الوظائف المقيدة وأنشأت لجنة حوار وطني للقضية. وعندما وصل الربيع العربي، كان لبنان البلد الوحيد الذي لم تحدث فيه وفيات أثناء الاحتجاجات التي أظهرت أن البلاد لديها قوات الأمن الأكثر سلمية في المنطقة.
أصدرت وحدة الاستخبارات الاقتصادية التابعة في يناير من عام 2015 تقريرًا أفاد بأن لبنان يحتل المرتبة الثانية في الشرق الأوسط والمرتبة 98 من بين 167 دولة على مستوى العالم وفقًا لمؤشر الديمقراطية لعام 2014، وهو التقرير الذي يصنف البلدان وفقًا للعمليات الانتخابية والتعددية والوظائف الحكومية والمشاركة السياسية والثقافات السياسية والحريات الأساسية.

## التاريخ
شارك سفير لبنان لدى الأمم المتحدة تشارلز مالك في صياغة الإعلان العالمي لحقوق الإنسان الذي اعتمده لبنان في عام 1948.

## التعذيب
توجد تقارير تفيد بأن قوات الأمن قد تسيء معاملة المحتجزين، وفي بعض الحالات تستخدم التعذيب. واعترفت الحكومة بأن الإساءات العنيفة تحدث عادة أثناء التحقيقات الأولية التي تجري في مراكز الشرطة أو المنشآت العسكرية، والتي يستجوب فيها المشتبه بهم دون محامٍ. وقد حدثت هذه الانتهاكات رغم القوانين التي تمنع القضاة من قبول أي اعتراف ينتزع بالإكراه.
تقرير فرنسي يصف أساليب التعذيب المستخدمة في هذا السجن. وأفاد التقرير بأن أساليب التعذيب تشمل الضرب مع تقييد يديه خلف ظهره من الحلقة العليا لباب الزنزانة. وتعرض بعض المحتجزين للضرب، وكُبِّلت أيديهم وهم معصوبو الأعين وأجبروا على الاستلقاء على الأرض. وقد توفي شخص واحد أثناء الاحتجاز. ولم يسمح للصحفيين المحليين ومنظمات حقوق الإنسان بالوصول إلى سجن يرزة الذي تسيطر عليه وزارة الدفاع.
تعرض العديد من اللبنانيين للتعذيب أثناء احتجازهم وفقًا لتقرير منظمة العفو الدولية السنوي لعام 2015-2016. واتهم خمسة ضباط باستخدام العنف ضد السجناء في سجن رومية في يونيو بعد نشر فيديوهات على وسائط الإعلام الاجتماعية تبين ضباط قوات الأمن الداخلي وهم يضربون المحتجزين. وادّعت منظمة العفو الدولية أن لبنان فشل في إنشاء هيئة مراقبة وطنية معنية بالتعذيب رغم التصديق على البروتوكول الاختياري لاتفاقية الأمم المتحدة لمناهضة التعذيب في عام 2000.
وفي شهر سبتمبر ايلول 2022 قامت اجهزة امن الدولة اللبنانية بتعذيب اللاجئ السوري بشار عبد السعود حتى الموت حيث ضجت مواقع التواصل الاجتماعي بصور مسربة لجثة الضحية التي تظهر اثار تعذيب في جميع اجزاء جسده

## الاعتقال السياسي
اعتقلت القوات السورية في لبنان معارضين سياسيين دون نسب اتهامات إليهم لفترات زمنية قصيرة وطويلة حتى عام 2005. وبعد انسحاب القوات السورية من لبنان خلال عام 2005، ولم يبلغ عن اعتقال أي معارض للحكومة السورية.
لكن جنرالات الأمن الموالين لسوريا اعتُقلوا. على سبيل المثال، اعتُقل في أغسطس 2005 اللواء السابق جميل السيد والعميد مصطفى حمدان واللواء علي الحاج والعميد ريموند أزار بناءً على طلب المدعي العام الألماني ديتليف ميليس الذي ترأس المراحل الأولى من تحقيق الأمم المتحدة في مقتل وتورط شخصيات سورية ولبنانية بارزة في اغتيال رفيق الحريري. ولم توجه أي اتهامات إلى الجنرالات الأربعة، ولم تكرر التقارير المرحلية في وقت لاحق هذه المزاعم، ولم يقدم الجنرالات الأربعة إلى المحاكمة قط. ولكنهم ظلوا محتجزين لما يقرب من أربع سنوات. وقد وصفت بعض المنظمات الدولية لحقوق الإنسان احتجازهم بأنه تعسفي. وفي 29 أبريل عام 2009، وفي أعقاب طلب من المدعي العام دانييل بيلمار، أمرت المحكمة بالإفراج الفوري وغير المشروط عن المتهمين الأربعة الذين اعتُقلوا أثناء التحقيق لعدم وجود أدلة موثوقة ضدهم.

## القيود المفروضة على حرية التعبير
كانت هناك تحسينات كبيرة منذ انسحاب 25,000 جندي سوري من لبنان في أبريل من عام 2005 فيما أطلق عليه الغرب ثورة الأرز. ومع ذلك، فإن الصحفيين والسياسيين المعروفين بانتقاد سوريا كانوا أهدافًا لعمليات اغتيال السيارات المفخخة التي أعدها الإرهابيون. وقد حُظر عرض فيلم فالس مع بشير وهو فيلم إسرائيلي ينتقد جوانب من الطريقة التي تعامل بها الجيش الإسرائيلي في حرب لبنان عام 1982، رغم أن الفيلم يحظى بشعبية بين الفلسطينيين الذين يعيشون في لبنان والذين اشتروا منه نسخًا مهربة.
وهناك أفلام أخرى محظورة أيضًا، على سبيل المثال (قائمة شندلر) ممنوعًا من الترويج للتعاطف الصهيوني، وهو موقف تبرره حقيقة أن لبنان ما يزال رسميًا في حالة حرب مع إسرائيل. وحُظرت الكتب والأفلام الأخرى بسبب إهانة الدين كما يفترض، إذ إن القوانين تحظر بشدة الإهانات الدينية، وتحمي كل شخص من مثل هذه الإهانات، مثل (شيفرة دافنشي) و (الآيات الشيطانية) ولكن يمكن العثور عليها الآن في المكتبات الكبرى.
في صباح 16 سبتمبر/أيلول 2015، استخدمت قوات الأمن اللبنانية القوة المفرطة في قمع المتظاهرين الذين احتجوا على الفساد المستشري وضعف الخدمات العامة. ووقعت الاحتجاجات بالقرب من مقر البرلمان اللبناني في بيروت. وأطلقت شرطة مكافحة الشغب اللبنانية الغاز المسيل للدموع على المتظاهرين، ورصاصات فولاذية مغلفة بالمطاط، وألقت القبض على أكثر من 30 ناشطًا أُطلق سراحهم جميعًا في الأيام التالية. وأصيب أكثر من 175 متظاهرًا خلال يومين وتعرض العديد من الصحفيين والمصورين للاعتداء.

## إساءة معاملة العمال المهاجرين والتمييز ضدهم
أدى سوء معاملة خدم المنازل في لبنان، ولا سيما النساء اللاتي تتراوح أعمارهن بين 20 و30 سنة من إثيوبيا وسريلانكا والفلبين، إلى توجيه الاهتمام الدولي إلى حقوق العاملات اللاتي كثيرًا ما يعملن لساعات طويلة ويتعرضن لسوء المعاملة ولا يحصلن على أجورهن.
وكانت موجة من حالات الانتحار من قِبَل الخادمات قبل بضعة أسابيع من شهر ديسمبر 2009 بتعليق أنفسهم أو السقوط من الشرفات سببًا في لفت انتباه العالم من قناة السي إن إن وصحيفة (لا تايمز) بل وأدّت إلى إنشاء مدونة إلكترونية من قبل مدون عُرف ببساطة بأنه (ويسام) للانتهاكات الصارخة في لبنان.
ويتعرض العمال المهاجرون للتمييز على نطاق واسع في المنشآت التجارية مثل المنتجعات الشاطئية، حيث يحرم خدم المنازل من الوصول إلى المرافق. وهذا التمييز متأصل في التحيز، وعادةً ما ينفذ على أساس المظهر العنصري وبالتالي يتسم بنبرات عنصرية قوية.
وعقب تدفق اللاجئين السوريين، أعلنت بلديات كثيرة (حظر التجول) الذي يستهدف المواطنين السوريين. وعلقت لافتات ضخمة بشكل بارز في الأماكن العامة، معلنة حظر التجول على «العمال السوريين».

## عمالة الأطفال
إن عمالة الأطفال مشكلة. والحد الأدنى لسن تشغيل الأطفال هو 13 سنة. ومع ذلك، فإن 1.8% من الأطفال الذين تتراوح أعمارهم بين 10 و14 سنة كانوا أطفالًا عاملين، وذلك وفقًا لتقرير عن (حالة الأطفال في لبنان 2000) أصدرته الإدارة المركزية للإحصاء في عام 2002 بالتعاون مع اليونيسيف. كما أن 90% من الأطفال العاملين لم يشملهم أي تأمين صحي.
ووفقًا لتقرير وزارة العمل الأميركية بشأن أسوأ أشكال عمل الأطفال في لبنان في عام 2013، فإن الأطفال «يشاركون في عمل الأطفال في الزراعة وفي أسوأ أشكال عمل الأطفال في الاستغلال الجنسي التجاري». فالأطفال اللبنانيون يعملون في مجموعة متنوعة من القطاعات وتشمل أسوأ أشكال العمل بشكل قاطع أنشطة مثل الإتجار بالمخدرات والحراسة المسلحة والتسول القسري وكلها أنشطة يحددها القانون الوطني على أنها أنشطة خطرة. وتحدث الخدمة المنزلية والاستغلال الجنسي أحيانًا نتيجة للإتجار بالبشر.
وفي وقت لاحق من عام 2014، أفادت قائمة السلع التي أنتجتها عمالة الأطفال أو العمل القسري بأن التبغ منتج جيد في ظروف العمل هذه في القطاع الزراعي اللبناني.

## التمييز ضد الفلسطينيين
يعيش في لبنان ما يزيد على 400,000 لاجئ فلسطيني وخلفهم ولا يسمح لهم بامتلاك الممتلكات بل حتى يحتاجون إلى تصريح خاص لمغادرة مخيمات اللاجئين. وعلى عكس الأجانب الآخرين في لبنان، فإن الفلسطينيين يُمنعون من الوصول إلى نظام الرعاية الصحية اللبناني ورفضت الحكومة اللبنانية منحهم الإذن بامتلاك الأراضي.
يتزايد عدد القيود منذ عام 1990، ولكن في عام 2010 أزالت حكومة لبنان قيود العمل عن الفلسطينيين، مما مكنهم من التقدم بطلبات للحصول على تصاريح عمل والعمل في القطاع الخاص. وفي دراسة أجريت في عام 2007، أدانت منظمة العفو الدولية (الوضع الاجتماعي والاقتصادي المروع) للفلسطينيين في لبنان.
وأعطى لبنان الجنسية لنحو 50,000 لاجئ فلسطيني مسيحي خلال الخمسينيات والستينيات. وفي منتصف التسعينيات، مُنحت الجنسية لنحو 60,000 لاجئ كانوا من المسلمين السنة. وقد أدى ذلك إلى احتجاج السلطات المارونية، مما أدى إلى إعطاء الجنسية لجميع اللاجئين المسيحيين الفلسطينيين الذين لم يكونوا مواطنين بالفعل. ويوجد حوالي 350,000 لاجئ فلسطيني من غير المواطنين في لبنان.
انقسم البرلمان اللبناني على منح الحقوق الفلسطينية. بينما تدعو العديد من الأحزاب اللبنانية إلى تحسين الحقوق المدنية للاجئين الفلسطينيين، تثير أطرافًا أخرى المخاوف من تجنيس السكان المسلمين بشكل أساسي وقد يؤدي هذا إلى اختلال التوازن الطائفي في لبنان.
ووفقًا للعالم الأردني من التراث الفلسطيني مظفر زهران، اختارت وسائل الإعلام أن تتجاهل عمدًا أوضاع الفلسطينيين الذين يعيشون في مخيمات اللاجئين في لبنان. ويقول إن «الميل إلى إلقاء اللوم على إسرائيل عن كل شيء» قد قدم للقادة العرب ذريعة لتجاهل حقوق الإنسان للفلسطينيين في بلدانهم عن عمد.

## الرقابة والمحدودية على الإنترنت
تتيح حرية إنشاء الجمعيات هناك الحيز الكافي لتحرّك الناس في ميدان الدفاع عن الإنسان وبيئته وحقوقه الاقتصادية والمعيشية والسياسية. وللحرية المذكورة مؤسّسات داعمة كالاعلام الحر وتتوافر وسائله من شبكات تلفزة خاصة أرضية وفضائية واذاعات وصحف ومجلات عرفت على امتداد الزمن بانحياز لا بأس به لصالح منظمات المجتمع المدني عموما وجمعيات حقوق الإنسان على وجه التخصيص.صحيح ان المواطن اللبناني لا يواجه ازمة حريات نطرا للنظام الديقراطي أولا وللنظام الاقتصادي الحر وللقوانين اللبنانية التي تؤمن للفرد حرية الاعتقاد والقول والفكر والعمل. ومع ذلك هناك حاجات ملحّة لتحديث القوانين المتعلقة بحماية الطفل والمرأة وأيضا تعديل القوانين المتعلقة بمنح الجنسية اللبنانية وإلى ما هنالك من شؤون وشجون ذات صلة بحقوق الإنسان. يضاف إلى هذا كلّه واقع ان عمل الناشط لا يقتصر على الحقوق التي يتنيزعها من الدولة ولصالح الفرد بل يتعداه ليطال القطاع الخاص بكافة مؤسّساته وتجلياته القائمة.